# Doctor Zhivago (miniserie)
Doctor Zhivago es una miniserie de 2002 dirigida por Giacomo Campiotti y protagonizada por Keira Knightley, Hans Matheson, Sam Neill y Alexandra Maria Lara. 
Es amemás la segunda adaptación de la novela del mismo nombre de Boris Pasternak con la diferencia de que esta adaptación no fue adaptada para el cine como la que fue dirigida por David Lean en 1965 sino para la televisión.

## Argumento
Son los comienzos del siglo XX cuando Rusia todavía estaba gobernada por los zares. La joven y hermosa Lara tiene un profundo efecto sobre tres hombres que se enamoran de ella. Esos tres hombres son Pasha Antipov, un revolucionario bolchevique, Victor Komarovsky, un rico empresario, y el médico Yuri Zhivago.
Zhivago conoce a Lara cuando él está casado, pero, al acabar tan enamorado de Lara, él abandona su anterior vida para estar junto a ella. Todo elloocurre bajo el ambiente de la Revolución rusa, que tendrá repercusiones en las vidas de Zhivago y Lara.

## Reparto
| Actor                | Papeles               |
| -------------------- | --------------------- |
| Keira Knightley      | Lara Antipova         |
| Hans Matheson        | Yuri Zhivago          |
| Sam Neill            | Victor Komarovsky     |
| Alexandra Maria Lara | Tonya Gromyko Zhivago |
| Sam MacLintock       | Pequeño Yury          |
| Daniella Byrne       | Pequeño Tonya         |
| Nick Stewart         | Cura ortodoxo         |
| Jeremy Clyde         | Profesor              |
| Daniele Liotti       | Misha Gordon          |
| Anne-Marie Duff      | Olya Demina           |
| Maryam d'Abo         | Amalia Guishar        |
| Robert Orr           | Agitador              |

## Producción
Después de que la productora Granada se asegurase los derechos para la adaptación por un total de 1 millón de dólares, la productora produjo esta película por un total de 11 millones de dólares. Se filmó para ello en Eslovaquia y en la República Checa. En ella se concentraron más en mostrar los tiempos turbulentos de la época que en la obra épica cinematográfica de David Lean.

## Recepción
Hoy en día la miniserie ha sido valorada en portales cinematográficos. En IMDb, por ejemplo, con aproximadamente 5600 votos registrados, el largometraje obtiene una media ponderada de 7,3 sobre 10. En cuanto a Rotten Tomatoes, los más de 2500 votos registrados le dieron allí una valoración media de 3,9 de 5. Adicionalmente cabe destacar, que en La Vanguardia el 66 % de los usuarios registrados en ese periódico le dan al filme una valoración positiva.